# Лењаго
Лењаго је насеље у Италији у округу Верона, региону Венето.
Према процени из 2011. у насељу је живело 21646 становника. Насеље се налази на надморској висини од 12 м.

## Становништво
Према резултатима пописа становништва 2011. у општини је живело 24.992 становника.
| 1951.  | 1961.  | 1971.  | 1981.  | 1991.  | 2001.  | 2011.  |
| ------ | ------ | ------ | ------ | ------ | ------ | ------ |
| 23.924 | 24.375 | 25.967 | 27.087 | 26.271 | 24.274 | 24.992 |

## Партнерски градови
- Салерно